# Mary Immaculate College
Il Mary Immaculate College (MIC) è un'università privata di indirizzo cattolico con sede a Limerick, in Irlanda.
Fu fondato l'8 dicembre 1898 da Edward Thomas O'Dwyer, vescovo di Limerick, e dalle Suore della misericordia per la formazione delle religiose della congregazione destinate all'insegnamento nelle scuole primarie. Il college iniziò presto ad ammettere studentesse che non si preparavano ad abbracciare la vita religiosa e, nel 1969, anche studenti di sesso maschile. Dal 1991 il college è affiliato alla University of Limerick.